# سیدنی جاکوبسن
سیدنی جاکوبسن (انگلیسی: Sidney Jacobson؛ ۱۹۱۸ – ۲۱ ژوئن ۲۰۰۵) کارآفرین اهل ایالات متحده آمریکا بود، که در سال ۱۹۴۱ شرکت ام‌سی‌اس را تأسیس کرد .